# Petra Rossner
Petra Rossner, född den 14 november 1966 i Leipzig, Tyskland, är en tysk tävlingscyklist som tog OS-guld i cykelförföljelsen vid olympiska sommarspelen 1992 i Barcelona.